# رومرود
رمرود (بالألمانية: Romrod) هي بلدة، مدينة و بلدة ألمانية تقع في ألمانيا في Vogelsbergkreis. يقدر عدد سكانها بـ 2,991 نسمة .

## المدن التوأمة
مدينة La Coquille هي مدينة توأمة لـرمرود.